# 伊勒河畔圣瑟兰
伊勒河畔圣瑟兰（法語：Saint-Seurin-sur-l'Isle，法語發音：[sɛ̃ sœʁɛ̃ syʁ lil]）是法国吉伦特省的一个市镇，位于该省东北部，属于利布尔讷区。

## 地理
伊勒河畔圣瑟兰（45°0'51"N, 0°0'6"W）面积8.83 平方千米，位于法国新阿基坦大区吉倫特省，该省份为法国西南部沿海省份，是法國本土面积最大的省，北起滨海夏朗德省，西临大西洋，南至朗德省，东南接洛特-加龍省，东临多爾多涅省。
与伊勒河畔圣瑟兰接壤的市镇（或旧市镇、城区）包括：伊勒河畔康、波谢尔、皮诺尔芒、伊勒河畔圣安托万、圣索沃尔-德皮诺尔芒。

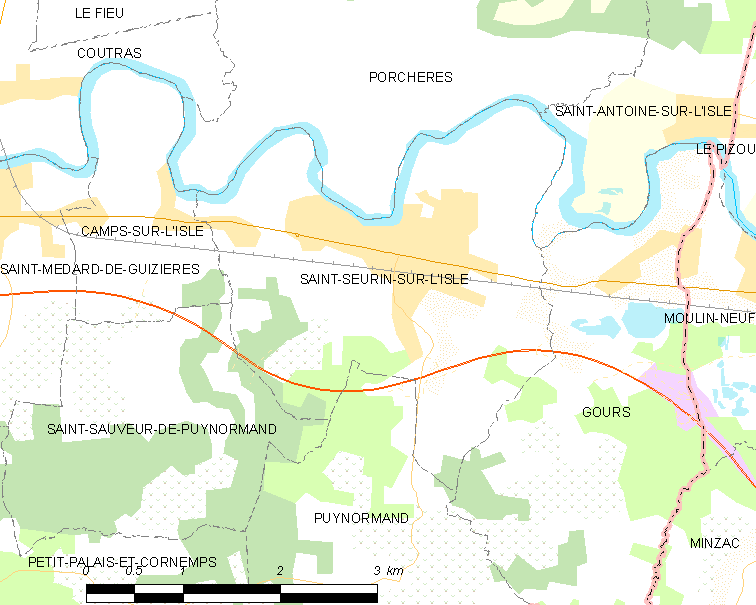
伊勒河畔圣瑟兰的OSM定位图

伊勒河畔圣瑟兰的时区为UTC+01:00、UTC+02:00（夏令时）。

## 行政
伊勒河畔圣瑟兰的邮政编码为33660，INSEE市镇编码为33478。

## 政治
伊勒河畔圣瑟兰所属的省级选区为北利布尔奈县。

## 人口

1962-2008年间伊勒河畔圣瑟兰人口变化图示

伊勒河畔圣瑟兰于2022年1月1日时的人口数量为3161人。